# Ескулап TV
«Ескулап TV» — український телеканал, що входив до складу «Медіа Групи Україна».

## Історія
Телеканал був створений 7 серпня 2012 року і позиціонував себе як медично-пізнавальний канал про здоровий спосіб життя. Був орієнтований на аудиторію 15+.
29 січня 2015 року стало відомо, що телеканал купила «Медіа Група Україна».
У липні 2018 року було оголошено про запланований ребрендинг каналу до кінця 2018 року зі збереженням програмної інформаційно-просвітницької концепції. Описаний ребрендинг не відбувся.
У листопаді 2019 року було вирішено провести ребрендинг «Ескулап TV» в інформаційний канал «Україна 24». Ребрендинг телеканалу проведено 2 грудня 2019 року.

## Логотипи
Телеканал змінив 3 логотипи.
| Логотип | Опис |
| ------- | --- |
|         | Із 7 серпня 2012 до 30 жовтня 2014 року логотип мав вигляд білого термометра, на якому був розташований напис «Ескулап» червоного кольору. Праворуч на термометрі також розміщувався фрагмент кардіограми. Перебував у лівому верхньому куті екрана. |
|         | З 31 жовтня 2014 до 2018 року логотип був схожий до попереднього, але після слова «Ескулап» замість кардіограми з'явився напис «TV» сірого кольору. Перебував там само.                                                                              |
|         | З 2018 року до 1 грудня 2019 року логотипом був напис «Ескулап-TV» білого кольору. Перебував у правому верхньому куті. |